# 노부나가 더 풀
노부나가 더 풀(일본어: ノブナガ・ザ・フール)는 카와모리 쇼지의 원작한 일본의 애니메이션이다.
2014년 1월부터 6월까지 TV 도쿄 계열에서 TV 애니메이션화로 방영되었다.